# Tjurevattnen (västra)
Tjurevattnen (västra) är en sjö i Tanums kommun i Bohuslän och ingår i Enningdalsälvens huvudavrinningsområde. Sjön är 8,2 meter djup, har en yta på 0,01 kvadratkilometer och befinner sig 148 meter över havet.